# Моховой (Свердловская область)
Моховой — упразднённый в ноябре 2015 года посёлок в Свердловской области России, относившийся к городу областного подчинения Нижней Салде.

## География
Расположен в 5 километрах (по автотрассе в 5,5 километрах) к западу от города Нижней Салды. В посёлке находится одноименная железнодорожный узловой разъезд Моховой на левой стороне железнодорожной ветки Нижний Тагил — Алапаевск, также отходит ветка Моховой — Перегрузочная.

## История посёлка

### Разъезд Моховой
В 1928 году для отправки торфа с Ломовского торфяника был открыт железнодорожный разъезд Моховой, возведено здание железнодорожной станции в том же в 1928 году. Торф доставлялся на разъезд с Ломовского торфяника по рельсовой дороге на конной тяге. Для погрузки торфа на разъезде был устроен железнодорожный тупик с погрузочной деревянной эстакадой. Но в 1932 году Ломовский торфяник был закрыт. В 1938 году был запущена Басьяновская ветки Моховой-Перегрузочная. На разъезд Моховой появилась билетная касса и товарная контора.

### Посёлок Моховой
Вокруг железнодорожной станции Моховой в 1938 году появлялись бараки, давалось служебное жилье для железнодорожников. На станции имелись две казармы для ремонтных рабочих. Затем сюда переселили людей из ещё одного поселка из леса. До 1964 года до перехода Басьяновской ветки в ведение МПС, станция Моховой вела все коммерческие операции по грузообороту за всю Басьяновскую ветку. В 1967 году железнодорожная линия Нижний Тагил — Алапаевск была электрифицирована и через станцию Моховой началось движение электропоездов. В конце XX века в поселке имелось 6 индивидуальных домов железнодорожников и 4 многоквартирных дома, магазин, была своя начальная школа, приезжал вагонклуб. Население в 70-е годы XX века составляло порядка 100 человек, одних детей около 30 человек. По административному делению поселок был отнесен к Нижнесалдинскому городскому Совету. В 1970-х годах железнодорожникам стали давать квартиры в городе Нижняя Салда и жители разъехались.
23 ноября 2015 года посёлок Моховой был упразднён Законом Свердловской области № 133-ОЗ.
25 января 2018 года бульдозер сравнял с землёй двухэтажное здание бывшей железнодорожной станции.

## Население
| 2010 |
| ---- |
| 0    |